# 賽普雷斯夸特斯 (佛羅里達州)
賽普雷斯夸特斯（英語：Cypress Quarters）是位於美國佛羅里達州歐基求碧縣的一個人口普查指定地區。

## 地理
賽普雷斯夸特斯的座標為27°14′52″N 80°48′50″W / 27.24778°N 80.81389°W，而該地最高點為海拔高度8米（即26英尺）。

## 人口
根據2010年美國人口普查的數據，賽普雷斯夸特斯的面積為7平方千米，均為陸地。當地共有人口1215人，而人口密度為每平方千米173人。